# Гроне
Гро̀не (на италиански: Grone; на ломбардски: Grù, Гру) е село и община в Северна Италия, провинция Бергамо, регион Ломбардия. Разположено е на 388 m надморска височина. Населението на общината е 898 души (към 2017 г.).